# IC 2863
IC 2863 је појединачна звијезда у сазвјежђу Лав која се налази на листи објеката дубоког неба у Индекс каталогу.
Деклинација објекта је + 9° 5' 44" а ректасцензија 11h 28m 53,9s.